# Баранов Олексій Васильович
Олексій Васильович Баранов (13 березня 1895, село Лобаново Волоколамського повіту Московської губернії, тепер міський округ Шаховська Московської області, Російська Федерація — 1956, місто Свердловськ, тепер Єкатеринбург, тепер Російська Федерація) — радянський військовий політпрацівник, комісар морських сил Чорного і Азовського морів, письменник, драматург.

## Біографія
Народився в селянській родині. Після переїзду до Санкт-Петербурга з 1905 року працював на гончарному заводі, був формувальником на заводі пневматичних гальм Вестингауза.
Член РСДРП(б) з 1914 року.
У 1915 році закінчив вечірні загальноосвітні курси при Народному домі графині Паніної в Петрограді.
З 1915 року мобілізований, служив на Балтійському флоті. У 1916 році закінчив клас гальванерів навчально-артилерійського загону Балтійського флоту. 
У 1917 році — член виконавчого комітету Кронштадтської ради робітничих та солдатських депутатів, член та заступник голови Центробалту 1-го, 3-гого та 4-го скликань. Делегат 2-го Всеросійського з'їзду Рад. Наприкінці листопада 1917 року — делегат 1-го Всеросійського з'їзду військових моряків, його голова; на з'їзді обраний до складу Морської секції ВЦВК.
З 1918 року — комісар військово-морських навчальних закладів. З січня 1919 до квітня 1920 року був членом Революційної військової ради Балтійського флоту, брав участь у боях проти білогвардійських військ генерала Юденича.
8 травня — 25 жовтня 1920 року — комісар Морських сил Чорного і Азовських морів, був одним з організаторів їх створення на базі морських і річкових сил Південно-Західного фронту. З листопада 1920 року — комендант Севастопольської морської фортеці, голова Комісії з оборони Криму. З 1921 року — член Революційної військової ради Морських сил Чорного та Азовських морів (Чорноморського флоту).
У 1922—1923 роках — начальник Управління військово-морських навчальних закладів РРФСР
З 1924 року жив у Свердловську. Працював інструктором Уральського обласного Будинку народної творчості, здійснював постановку своїх п'єс. Працював також завідувачем редакційного відділу у видавництві «Уральський робітник».
У 1935 році репресований, засуджений до 5 років таборів. 
Помер у 1954 (за даними УРЕ — в 1956) році в Свердловську. Місце поховання невідоме.